# Między nami facetami (film)
Między nami facetami – amerykański film fabularny z 1997 roku w reżyserii Neila LaBute’a. Zdjęcia do filmu zrealizowano w Fort Wayne.

## Fabuła
Dwaj koledzy, Chad i Howard, pracujący w dużym przedsiębiorstwie, zostali właśnie porzuceni przez swoje partnerki.  Postanawiają się odegrać i rozkochać w sobie, a następnie opuścić sekretarkę Christine. Plan jednak okazuje się nietrafiony.

## Obsada
- Aaron Eckhart jako Chad
- Matt Malloy jako Howard
- Stacy Edwards jako Christine
- Emily Cline jako Suzanne
- Jason Dixie jako stażysta
- Chris Hayes jako pierwszy współpracownik
- Michael Martin jako drugi współpracownik
- Mark Rector jako John

i inni

## Ciekawostka
Odtwórczyni roli Christine, Stacy Edwards, mogła nie wystąpić w filmie, ponieważ w czasie planowej realizacji filmu, miała wziąć ślub. Jednak producentom zależało na jej udział w przedsięwzięciu i przesunęli prace nad filmem, a ślub odbył się zgodnie z terminem.